# Vijf Zonnen
Het Azteekse geloof kende Vijf Zonnen of scheppingen, genoemd naar het jaar van de ramp, waaraan ze ten onder gingen. Elk tijdperk was verbonden aan een van de elementen en vereenzelvigd met een windstreek. De werelden werden door verschillende soorten mensen bewoond. Bernardino de Sahagún schreef er over in de Florentijnse codex. 

## Vier-Jaguar
Vier-Jaguar was de naam van de eerste schepping of zon. Het was aan het element aarde verbonden en heette dus ook 'Zon van Aarde'. De leiding was in handen van (Zwarte) Tezcatlipoca, de machtigste zoon van Tonacatecuhtli en Tonacacihuatl. Er leefden in die tijd sterke reuzen op aarde, die vegetariërs waren en van pijnboompitten leefden. Na 676 jaar werd Tezcatlipoca door Quetzalcoatl met zijn staf het water in geslagen en Tezcatlipoca veranderde zich in een reusachtige jaguar en verslond de mensen. In een andere versie vraten jaguars de aarde op. De verloren schepping werd daarom ook aangeduid als 'Jaguar Zon'.

## Vier-Wind
De tweede zon stond onder leiding van Quetzalcoatl als windgod Ehecatl en de mensen leefden van de zaden van de mesquiteboom. Tezcatlipoca nam wraak door Quetzalcoatl van de troon te stoten en de aarde door orkanen te vernietigen. De mensen die wisten te overleven veranderden in apen en hun nazaten zouden volgens de legende nog in de oerwouden van Midden-Amerika leven. 

## Vier-Regen
De derde zon werd door vuur beheerst en door de regengod Tlaloc geleid. De mensen werden voor het eerst landbouwers en verbouwden maïs. Het kwam door vuur- of asregens die Quetzalcoatl had gezonden aan haar einde. Overlevenden veranderden in vlinders, honden en kalkoenen.

## Vier-Water
De vierde zon was verbonden met de watergodin Chalchiuhtlicue, 'Zij van de Jaden Rok' en echtgenote van Tlaloc. Het vierde ras leefde van het zaad acicintli. Een enorme vloed maakte een einde aan deze schepping en haar bewoners werden in vissen veranderd.

## Vier-Beweging
De vijfde zon komt overeen met de Azteekse wereld. Nanahuatzin had er zich te Teotihuacan voor in een oplaaiend vuur opgeofferd en andere goden gaven hun bloed om hem als zon in beweging te brengen. Tonatiuh, 'Hij die stralend voortgaat', regeert deze vijfde wereld. Er is beschaving, maar ook ziekte en oorlog. Deze wereld zal onafwendbaar ten onder gaan in aardbevingen, als Tezcatlipoca de zon zal stelen.